# Podbelščica
Podbelščica leži v Karavankah nad dolino Bela na nekoliko položnejšem pasu v pobočjih Belščice, med približno 1150 in 1300 m nadmorske višine. Razteza se od melišč pod vzhodnim robom Rjavih peči do Polevca, ki je zahodno od Vrtače. Nekateri kot Podbelščico imenujejo celoten pas med Stamarami in meliščem Dolgi plaz.